# Cystostereum australe
Cystostereum australe är en svampart som beskrevs av Nakasone 1983. Cystostereum australe ingår i släktet Cystostereum och familjen Cystostereaceae.   Inga underarter finns listade i Catalogue of Life.